# Laarne
Laarne belgiumi város, amely a flandriai Kelet-Flandria tartományban, Dendermonde körzetben található. A kb. 11 500 lakosú város alig 10 km-re található a tartomány adminisztratív központjától, Gent városától, mégis megőrizte vidékies jellegét.
| Résztelepülések | Terület (km²) | Lakosság (01/10/2006) |
| --------------- | ------------- | --------------------- |
| Laarne          | 15,68         | 6.358                 |
| Kalken          | 16,35         | 5.457                 |

Bron:Laarne önkormányzat

## Története
Laarne városa Genttől keletre, kb. 10 km-re fekszik, a Schelde folyó régi medre mellett. A településen már a 12. században felépült a kastély, amelyet később többször átépítettek, legutoljára a 17. században. A kastélyt ma teljesen felújítva várja a látogatókat.
A település neve a germán nyelvekben megtalálható "hlaeri" szóból ered, amely "fás, mocsaras" területet jelöl. Feltehetően a kastély személyzetének adhatott otthont a város elődje. A kastély hosszú időn át védelmezte Gentet a folyó mentén a tengeri támadások (leginkább a vikingek) ellen - a 12. században a partvidék jóval közelebb volt a városhoz, mint napjainkban.
A kastély urai előbb a Schoutheete, majd a van Vilsteren családok voltak, legvégül a Ribaucourt grófok birtokába került. A kastély ma a Vereniging van Historische Woonsteden van België (belga műemlékvédelmi bizottság) tulajdonában van.

## Érdekességek
A helyi kastély (Kasteel van Laarne) a 11. században épült és máig épségben fennmaradt. A vastag falú, zömök tornyokat még a keresztes hadjáratok előtt kezdték építeni, és visszatértük után a flamand keresztes lovagok húzódtak meg itt egy ideig. Az idők során a kastély Gent védelmét szolgálta, mint az egyik őrtorony.
- A kastély turisztikai oldala Archiválva 2009. május 30-i dátummal a Wayback Machine-ben
- Kastel van Laarne étterem - a kastélyépületében üzemel
- Fényképek és leírás - hollandul

## További információk

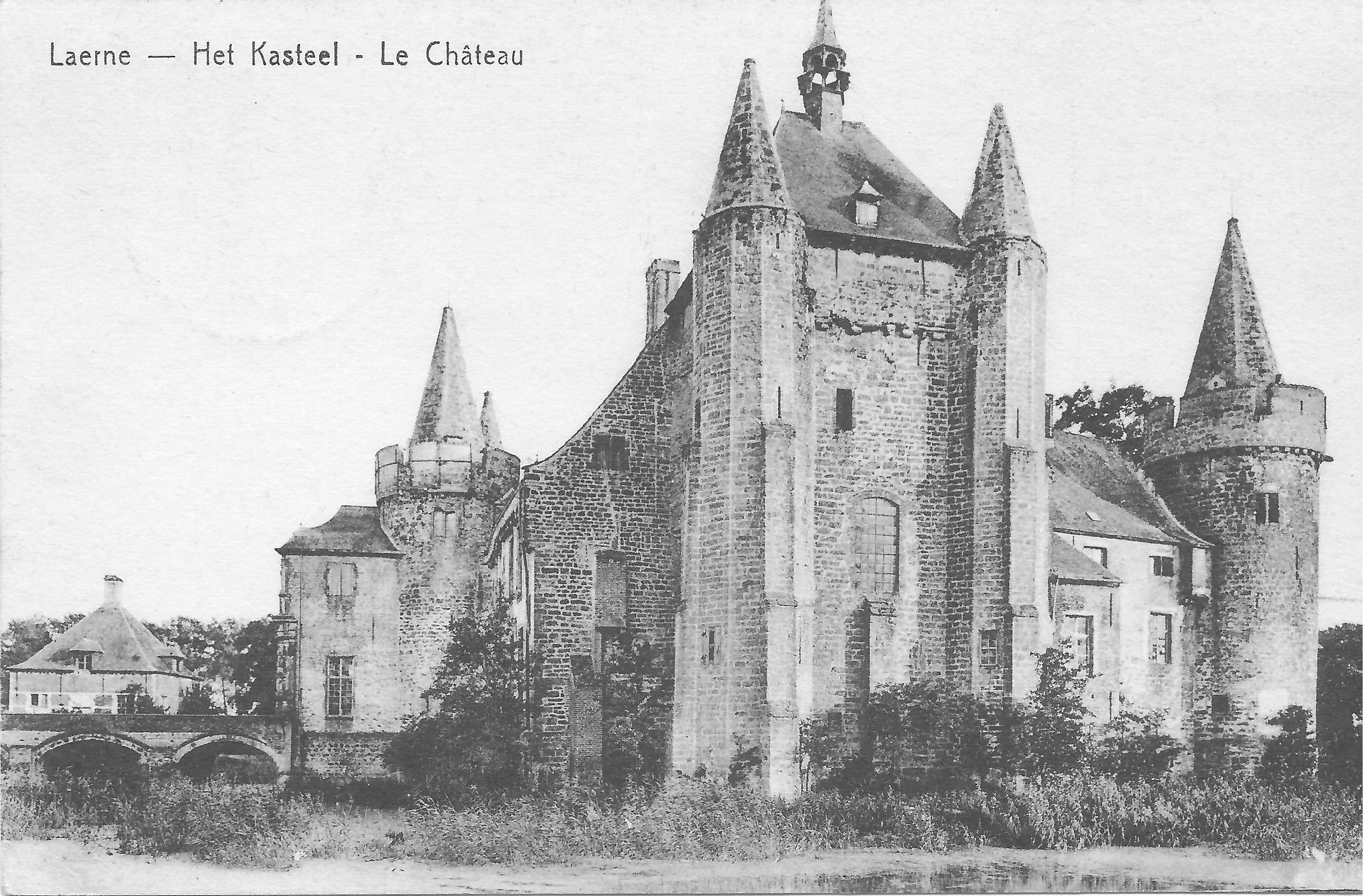
A laarnei kastély épülete egy régi képeslapon